# Hugh Baiocchi
Hugh John Baiocchi (Johannesburg, 17 augustus 1946) is een golfprofessional uit Zuid-Afrika.

## Amateur

#### Gewonnen
- 1968: Braziliaans Amateur
- 1970: Zuid-Afrikaans Amateur

## Professional
Baiocchi werd in 1971 professional en speelde in 1972 en 1973 op de Europese PGA Tour, die toen nog in haar kinderschoenen stond. In de zomer speelde hij in Europa, 's winters in Zuid-Afrika.
Baiocchi heeft daarna nog enkele jaren op de Champions Tour in de Verenigde Staten en op de Seniors Tour in Europa gespeeld. 

### Gewonnen
- 1973: Swiss Open
- 1975: Dutch Open
- 1976: Scandinavian Enterprise Open
- 1977: Sun Alliance Match Play Championship
- 1979: Swiss Open
- 1983: State Express Classic
- 1989: Murphy's Cup

#### Afrikaanse Tour
- 1971: General Motors Open
- 1973: Western Province Open
- 1973: ICL Transvaal Open
- 1976: Rhodesian Dunlop Masters, Holiday Inn Royal Swazi Sun Open
- 1979: South African Open
- 1980: Zimbabwe Open, South African PGA Championship
- 1981: Vaal Reefs Open
- 1989: Twee Jonge Gezellen Masters, SA Railfreight

#### Champions Tour
- 1997: Pittsburgh Senior Classic
- 1998: Comfort Classic, Kroger Senior Classic

### Teams
- Hennessy Cognac Cup: 1982
- Double Diamond: 1972, 1973, 1976, 1977